# Ming Tian
Ming Tian (en chino: 明天; pinyin: Míng Tiān; Wuhan, Hubei, 8 de abril de 1995) es un futbolista chino que juega en la demarcación de lateral derecho para el Tianjin Jinmen Tiger FC de la Superliga de China.

## Selección nacional
Hizo su debut con la selección absoluta de China el 10 de diciembre de 2019 contra Japón en un partido amistoso que finalizó con un resultado de 1-2 a favor del combinado japonés tras el gol de Dong Xuesheng para China, y de Genta Miura y Musashi Suzuki para Japón.

## Clubes
| Club                    | País  | Año       | Partidos | Goles |
| ----------------------- | ----- | --------- | -------- | ----- |
| Wuhan Yangtze River FC  | China | 2014-2023 | 151      | 3     |
| Tianjin Jinmen Tiger FC | China | 2023-     | 18       | 0     |